# Йоанис Папазоглу
Йоанис Папазоглу (на гръцки: Ιωάννης Παπάζογλου) е гръцки революционер, деец на гръцката въоръжена пропаганда в Македония.

## Биография
Роден е в източномакедонския град Сяр в 1871 година. Завършва Сярската гимназия и работи като преводач в гръцкото консулство в града. Става член на революционната организация Македонска Филики етерия. През 1907 г. след жалби на българи е арестуван и хвърлен в затвора в продължение на шест месеца, но извънредният военен трибунал в Солун го оправдава. Председател е на революционния силогос „Орфей“. След Младотурската революция в 1908 година е предаден, че се занимава с революционна дейност от Александрос Айвалиотис и е убит на 17 декември 1909 година на морския бряг в Солун от агенти на младотурския комитет.